# Niphoparmena scotti
Niphoparmena scotti là một loài bọ cánh cứng trong họ Cerambycidae.